# Saison 2017 de l'équipe cycliste Bike Aid
La saison 2017 de l'équipe cycliste Bike Aid est la sixième de cette équipe.

## Préparation de la saison 2017

### Arrivées et départs
| Arrivées                 | Équipe 2016             |
| ------------------------ | ----------------------- |
| Suleiman Kangangi        | Kenyan Riders Downunder |
| Salim Kipkemboi          |                         |
| Geffory Kiprotich Langat | Kenyan Riders Downunder |
| Timothy Rugg             |                         |
| Tino Thömel              | RTS-Monton Racing       |

| Départs               | Équipe 2017      |
| --------------------- | ---------------- |
| Meron Amanuel         |                  |
| Damien Garcia         | Interpro Academy |
| Janvier Hadi          | Retraite         |
| Richard Laizer        |                  |
| Dominik Merseburg     |                  |
| Jean Bosco Nsengimana |                  |

## Coureurs et encadrement technique

### Effectif
| Cycliste                 | Date de naissance | Nationalité | Équipe 2016             |  |
| ------------------------ | ----------------- | ----------- | ----------------------- |  |
| Joschka Beck             | 22 mars 1993      | Allemagne   | Stradalli-Bike Aid      |  |
| Daniel Bichlmann         | 18 août 1988      | Allemagne   | Stradalli-Bike Aid      |  |
| Nikodemus Holler         | 4 mai 1991        | Allemagne   | Stradalli-Bike Aid      |  |
| Suleiman Kangangi        | 9 décembre 1988   | Kenya       | Kenyan Riders Downunder |  |
| Salim Kipkemboi          | 30 novembre 1998  | Kenya       |                         |  |
| Geffory Kiprotich Langat | 15 septembre 1991 | Kenya       | Kenyan Riders Downunder |  |
| Patrick Lechner          | 12 décembre 1988  | Allemagne   | Stradalli-Bike Aid      |  |
| Timothy Rugg             | 24 novembre 1985  | États-Unis  |                         |  |
| Amanuel Mengis           | 14 janvier 1995   | Érythrée    | Stradalli-Bike Aid      |  |
| Timo Schafer             | 9 août 1982       | Allemagne   | Stradalli-Bike Aid      |  |
| Matthias Schnapka        | 27 juillet 1980   | Allemagne   | Stradalli-Bike Aid      |  |
| Meron Teshome            | 13 juillet 1992   | Érythrée    | Stradalli-Bike Aid      |  |
| Tino Thömel              | 6 juin 1988       | Allemagne   | RTS-Monton Racing       |  |

## Bilan de la saison

### Victoires
| Date       | Course                                 | Pays     | Classe | Vainqueur        |
| ---------- | -------------------------------------- | -------- | ------ | ---------------- |
| 12/03/2017 | 2e étape du Tour du Cameroun           | Cameroun | 2.2    | Nikodemus Holler |
| 13/03/2017 | 3e étape du Tour du Cameroun           | Cameroun | 2.2    | Meron Teshome    |
| 15/03/2017 | 5e étape du Tour du Cameroun           | Cameroun | 2.2    | Meron Teshome    |
| 19/03/2017 | Classement général du Tour du Cameroun | Cameroun | 2.2    | Nikodemus Holler |